# محمد همایون

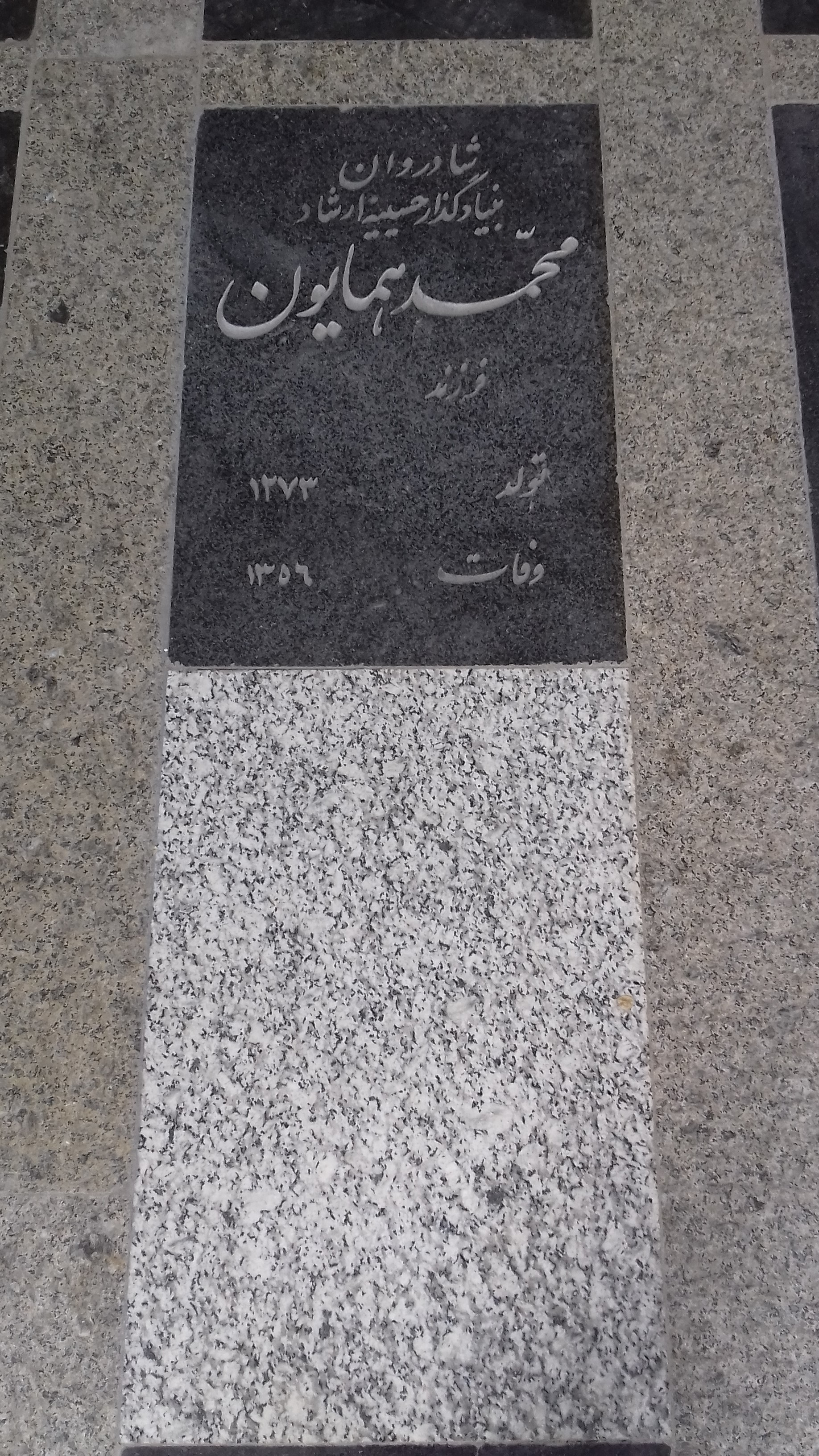
سنگ قبر محمد همایون در مسجد فیروز آبادی شهر ری

محمد همایون(۱۲۷۳–۵ بهمن ۱۳۵۶) نیکوکار ایرانی بود. محل دفن وی در مسجد فیروزآبادی واقع در شهرری و در نزدیکی قبر جلال آل احمد است. محمد همایون مردی خیر خواه و نیکوکار بوده است و جهت عمران و آبادانی روستای برگ جهان اقدامات بسیاری را انجام داد. همچنین وی یکی از مؤسسان حسینیه ارشاد است.

## اقدامات محمد همایون در روستای برگ جهان
1. ساخت نخستین جاده دسترسی روستا
2. ساخت نخستین و تنها مدرسه روستا
3. ساخت مسجد محله شاهان
4. ساخت نخستین حمام بهداشتی روستا
5. تخریب حمام شاهان و ساخت حمام جدید با سیستم دوش
6. احداث توالت عمومی جووک و تل حموم
7. احداث پل شاهان
8. هزینه احداث حوض مسجد سرده